# A Sajtó (folyóirat)
A Sajtó 20. századi magyar folyóirat volt a sajtó és a hírszolgálat jogi, gazdasági, szociális, műszaki és történelmi kérdéseiről. 1927. január és 1944 között, majd 1947-ben jelent meg Budapesten. A folyóirat a sajtó és a hírszolgálat következő kérdéseivel foglalkozott:
- a sajtójogon belül főként: sajtótörvény, szerzői jog, ipari tulajdonjog védelme, a távíróval, telefonnal és rádióval kapcsolatos büntetőjogi rendelkezések,
- a sajtó gazdasági problémái: vállalati és megjelenési formák, azok fejlődése, gazdasági hatások, kalkulációk,
- a sajtó szociális kérdései: nyugdíj, betegség, balesetbiztosítás, jóléti berendezések,
- a sajtó műszaki fejlődése: új találmányok, gépek, berendezések,
- a sajtó története: a sajtóval és a hírszolgálattal kapcsolatos történeti kutatások és ismertetések.

A lap kereteit meghaladó, fontosabb szakmunkákat „A Sajtó Könyvtára” című könyvsorozatban adták ki 1942-ig összesen 22 kötetben.

## Története
- Felelős szerkesztők: Wünscher Frigyes, Surányi Miklós, Szász Menyhért, Csíkszentmihályi Sándor László, Szerelemhegyi Ervin
- Főszerkesztők: Surányi Miklós, Törs Tibor, Hlatky Endre, Süle Antal
- Szerkesztők: Wünscher Frigyes, Surányi Miklós, Szász Menyhért, Sziklay János, Szerelemhegyi Ervin